# ماتيو مارتينيلي
ماتيو مارتينيلي (بالإسبانية: Mateo Martinelli)‏ هو لاعب كرة قدم أرجنتيني، ولد في 9 يناير 1985 في Álvarez, Argentina ‏ في الأرجنتين. لعب مع سان ماركوس دي أريكا ‏.

## وصلات خارجية
- ماتيو مارتينيلي على موقع قاعدة بيانات كرة القدم.إي يو (الإنجليزية)
- ماتيو مارتينيلي على موقع Soccerway.com (الإنجليزية)